# Bosbüll
Bosbüll (tiếng Đan Mạch: Bosbøl, tiếng Bắc Frisia:Bousbel) là một đô thị tại huyện Nordfriesland, trong bang Schleswig-Holstein, nước Đức. Đô thị này có diện tích 6,33 km², dân số thời điểm 31 tháng 12 năm 2006 là 211 người.